# Kuremsia
Kuremsia es un género de foraminífero bentónico de la familia Pegidiidae, de la superfamilia Discorboidea, del suborden Rotaliina y del orden Rotaliida. Su especie tipo es Sphaeridia papillata. Su rango cronoestratigráfico abarca el Holoceno.

## Clasificación
Kuremsia incluye a la siguiente especie:
- Kuremsia papillata